# ぜったい遵守☆強制子作り許可証!!
『ぜったい遵守☆強制子作り許可証!!』（ぜったいじゅんしゅ きょうせいこづくりきょかしょう）は2010年5月28日にsofthouse-seal GRANDEEより発売された18歳未満購入禁止のパソコン用ゲームソフト（アダルトゲーム）。

## 解説
女性に提示するだけでどんな時でも性行為に及ばせることができる「自由性行為許可証」を授けられた少年が多くの女性たちに言い寄られる様子を描いたアダルトゲーム。softhouse-sealのフルプライスブランド・softhouse-seal GRANDEEのデビュー作であり、のちに自由性行為許可証シリーズの第一作目となった。
本作は、少子化によって「自由性行為許可証」の制度ができたという設定であるため、多くのヒロインは複数のヒロインと性行為を重ねることで攻略できる仕組みとなっているほか、より多くのヒロインたちと性行為に及ぶことで迎えることができるエンディングもある。
2016年にはビジュアルアーツのアプリマーケット『アニゲマ』で、Android版の配信が開始された。

## 開発
本作のディレクター・産蝶はDL版配信記念インタビューの中で「国の法律によって相手の意志に関係なくセックスができる世界になったらどうなるか」ということを考えたことが、本作を作るきっかけになったと明らかにしており、『自由性行為許可証』というアイテムは世界が無法地帯になることを防ぐために作ったシステムであると話した。
産蝶は「自分がツンデレ好きだったため、ユーザーに愛されるツンデレキャラクターを作ろうと考えた結果、凛と沙羅が出来上がった」と振り返っている。

## ストーリー
西暦20XX年、極端な少子化により、世界では男性の減少により男女比に1万倍以上もの差ができてしまい、直に男性を見ることなく一生を終えてしまう女性も出てくるほどであった。少子化対策のために政府は通称「SEX新法」という法律を制定し、男性に対して性行為を奨励・強制する「自由性行為許可証」を発行している。
このような世界の中で、自由性行為許可証を受け取り可能になる年齢の誕生日を迎えた伊吹拓海と、その周囲の女性たちとの性生活と恋愛が描かれる。

### 凛ルート
拓海が許可証を受領して以来、彼の幼なじみである凛の機嫌が悪くなった。
それに気づいた拓海は、彼女に対して許可証を使うつもりがない旨を伝えるが、却って機嫌を損ねてしまった。
その後、拓海は幾度か彼女に対して許可証を使わざるを得ない場面が出てしまうが、凛は法律だからと割り切った態度を見せた。
さらにその後、拓海は自らの意思で彼女に対して許可証を使うようになるが、義務と責任で抱かれている感じを否めず、「もし自分以外の男性が許可証を使っても、素直に応じるのか」と質問した。すると、凛は怒りながら涙を流して、部屋にこもってしまった。
拓海は自らの質問の理由を考えるうちに、彼女に対する好意に気づく。そして、それを彼女に伝えると、拓海に対する好意が返ってくる。
両思いとなった二人は、凛の妊娠後に入籍し、幸せな生活を送った。

### 沙羅ルート
拓海は、天才の遺伝子を残すという目的から沙羅に対して許可証を使うことを考えた。
沙羅は性交を強制された仕返しはしたものの、その目的には賛同しており、良好な関係が続いていった。
ある日拓海は、沙羅がいじめをうけていることに気づくが、沙羅本人はそれを否定する。
凛に相談したところ、沙羅の高飛車な性格や立場、さらには拓海との関係に対して周囲の人間の中から嫉妬する者が多いという答えが返ってきた。
沙羅を助けたいと思った拓海は、放課後に、その場にいた女子生徒らに沙羅へのいじめをやめないと許可証を使うと脅しにかかったところ、逆に喜ばれてしまい、沙羅へのいじめをやめる代わりに性交をするという約束を交わした。実はその女子生徒らは拓海のファンクラブ会員であり、沙羅もいじめの犯人たちが拓海のファンであることを知っていた。
そして、拓海と沙羅は互いに好意を告白して両思いとなり、沙羅の妊娠後に入籍し、幸せな生活を送った。

### ひまりルート
ひまりは、自分の母親が兄・拓海の母親と違うことを知らないため、兄とは血のつながりがあると思っていた。
ひまりは、許可証を得た兄を見て、兄と結ばれることを夢見、あらゆる手段で許可証を使わせようとするも失敗する。
あるとき、拓海はひまりの自慰の様子をのぞき見てその思いを知り、ひまりに対し許可証を使う。
その後、拓海の担当者である恵那は、拓海がひまりにしか許可証を使っていないことを知り、ひまりに対して「男性が複数の女性と性行為しなければならない」旨を伝えてしまい、ひまりは兄に対する独占欲に思い悩む。
だが、のちに恵那は発言の誤りに気づき、ひまりに謝罪する。
さらにその後、拓海とひまりの父親が異なることも判明し、ひまりの妊娠後、二人は結婚した。

### 美咲ルート
美咲は妹の幼馴染である拓海を実弟のようにかわいがってきたため、美咲と両思いであると誤解した拓海は許可証を使ってしまう。
美咲は拓海を嫌っているわけではなかったため、本心を伝えたのち、男らしくなれば一人の男性としてみるかもしれない旨を話す。
拓海は男らしさを見せようと奔走するも、なかなかうまくいかない。
ある日美咲は、拓海が転んだ沙羅を抱きとめた様子を見て、彼が男らしくなりつつあることに気づく。
そして、美咲は妊娠後に拓海と結婚する。

### 紗雪＆静凪ルート
拓海は豪邸の前で子犬を見つけたところ、その豪邸に住む令嬢・紗雪に連れ去られてしまう。
豪邸から出ようとした拓海は、紗雪とその婚約者の少女・静凪がむつみあう様子を目にする。
男を目にしたことがなかった紗雪は、子を産むことは義務だと教えられた旨を話し、拓海の許可証の使用を認め、性交する。
一方、婚約者を愛していた静凪は、自らの男嫌いも相まって、この状況に不満を抱いていた。
その後、拓海は紗雪と付き合いつつも、静凪に尾行されていた。静凪に尋ねると、自分も妊娠させてほしいと頼まれ、その理由は最低一方でも出産経験がないと女性同士の結婚はできないという法律に由来するものだった。
紗雪は静凪に告白した自分が妊娠すべきだと考えていた。一方静凪は、竜宮寺グループの次期総帥である紗雪の身体に負担をかけるなら自分が妊娠したほうがよいと考えていた。
拓海は静凪にも許可証を使うも、納得がいかなかった。
ある日、静凪とデート中だった紗雪は誘拐されてしまう。その場にいた拓海はなんとかして誘拐犯を撃退。
この件で静凪からの評価も高まり、最終的に二人と結婚することとなり、三人で幸せに暮らした。

## 世界観
男性
希少となってしまった男性を保護するため、政府から多数の優遇措置が受けられると共に、定期的な健康診断の受診などが義務づけられている。また、出生したときから本人にも分からないように忍者の末裔が護衛についている。設定では女性10721人に対して男性が1人という比率となっている。
自由性行為許可証
適齢になった男性が貰うことのできる許可証。SEX新法の中核を成す。これを成人女性に提示して性行為したい旨を伝えると、カードがそれを判定して自動的に承認。一旦承認されたらキャンセルは一切効かず、10分以内に行為を開始しなくては法律により罰せられる。遺伝的に問題がある相手や、妊娠している女性には使えないが、そうでなければ肉親相手でも使用できる。2週間使用していないと罰せられる、膣内以外への射精禁止、自慰禁止など、男性に対する制約も存在しているが、この制約を破らなければ、許可証を使用せずに性行為しても問題ない。
無駄射ち許可証
自由性行為許可証以外の特殊な許可証の通称。自由性行為許可証を一定頻度以上使用することで貰える。内容に応じて5種類存在しており、それを使用することで膣内射精を伴う性行為以外の行為が許可される。いずれもご褒美的な許可証であり、使用期限や使用回数に制約があるものの、使用する義務はない。
出産
技術の進歩により出産は120%安全であると言われている。出産した女性はSEX新法に基づき様々な優遇措置を受けることができるため、出産を望む女性は多い。
結婚
女性がほとんどの世界であるためほぼ形式的な制度となっている。男性は自分が妊娠させたことのある女性ならば結婚できる。女性同士の場合でも、少なくとも一方に妊娠経験があれば結婚できる。結婚する相手の数に制限は無く、重婚が可能。一方で、血の繋がりがある肉親とは結婚できない。

## 登場人物
※声優はゲーム版 / アニメ版の順。

### 主人公
伊吹拓海（いぶき たくみ）
声 - なし / 月黒斗夜（アニメ版）
舞台となる原深市で唯一の男性。父親は既に他界しており、母親も仕事で海外にいることが多いため、義妹のひまりと二人暮らしをしている。プロローグで誕生日を迎え、自由性行為許可証を受け取る。男女比が1対1だった頃に作られた映画やドラマを好み、「男性が女性を守る」というシチュエーションに憧れを抱き、女性の意思を無視した性行為をすることは望まない、この世界としては古風な価値観の持ち主。また体を鍛えることを日課としている。希少な男性ゆえに注目を集める人の多い場所をやや苦手とし、交友関係も桐島姉妹と沙羅だけなので、先述の趣味とあいまって現代の女性の性的価値観に疎い。

### ヒロイン
以下の6人には個別のエンディングが存在する。ただし、紗雪と静凪はセットでの扱いである。
桐島凛（きりしま りん）
声 - 草柳順子 / 同左
3サイズ:B90・W56・H86
拓海の隣の家に住む幼馴染み。本当は拓海のことが好きだがSEX新法のせいもあって素直に言い出せず、いつもきつい態度をとってしまう。学園では拓海と同じクラスでクラス委員長と風紀委員長を務めており、義務や規律に対してうるさい。
葛城沙羅（かつらぎ さら）
声 - このは / 塚元みや
3サイズ : B84・W56・H82
拓海と凛のクラスメイトで友人。非常に頭が良い天才少女であるが、ひまりや静凪よりも体型が小柄ということもあって運動は全く苦手。プライドが高く毒舌ばかりであるが、可愛らしい部分もある。しかし、その性格上、弱味を見せずに他人を見下す言動も多いため、一部の女子からは強い反感を抱かれている。
公式サイトで行われた第2回人気投票では1位を獲得した。
伊吹ひまり（いぶき ひまり）
声 - 佐倉もも花 / 柚凪
3サイズ : B78・W54・H76
拓海の義妹。小さな頃に拓海の母親に引き取られてきたが、本人はそのことを知らないため、拓海を実の兄だと思っている。拓海に対して恋心を抱いているものの半ば諦めていたが、拓海が自由性行為許可証を手に入れたことにより、自分に使ってくれないかと期待している。
桐島美咲（きりしま みさき）
声 - 榊木春乃 / 和泉あやか
3サイズ : B92・W58・H87
拓海の隣の家に住む一つ年上のお姉さんで、凛の姉にあたる。拓海の初恋の相手で今でも憧れの存在だが、美咲の方は拓海を弟のように思っており、余裕たっぷりにからかってくる小悪魔的性格。学園では学生会会長を務め、成績も運動もトップクラスの才女。
公式サイトで行われた第1回人気投票では1位を獲得した。
彼女のルートは主人公以外の男が存在しない流れを軸としている。
竜宮寺紗雪（りゅうぐうじ さゆき）
声 - 渋谷ひめ / なし
3サイズ : B85・W58・H83
ある出来事で知り合うことになる箱入りのお嬢様。拓海とは別のお嬢様学園に通っている。男性を見たことがなく、天然気味の性格も手伝って、男性がどういうものなのかよく分かっていない。静凪と婚約しており、密かに本来は違法である女性同士の性行為を楽しんでいる。
新堂静凪（しんどう しずな）
声 - 神崎ちひろ / なし
3サイズ : B77・W54・H76
紗雪と共に知り合うことになる少女。ひまりと同年齢。紗雪と同じ学園に通っている。引っ込み思案でおどおどした性格。書物などから男性は野蛮と思い込んでいる男性恐怖症。一方で色々と世話になったうえに婚約までしてくれた紗雪を大切に思っている。

### サブヒロイン
以下の3人にエンディングは存在しないが、性行為可能であり、ある程度のストーリーもある。
九条院楪（くじょういん ゆずりは）
声 - 早乙女碧 / なし
3サイズ : B86・W58・H84
街で出会うことになるクールで真面目な女性。市内の神社で巫女をしており、街中でも巫女服でいる。武道の心得があり正義感も強い。
性的なものに興味を抱く一方、誇り高い性格ゆえ、話題に入れずにいる。
澤井恵那（さわい えな）
3サイズ : B84・W58・H86
声 - ヒマリ / みすみ
原深市の役所に勤める女性。少子化対策課の新人であり、拓海の担当をしている。わりと適当な性格なうえにドジであるためミスが非常に多いが、特に気にする様子はないため、上司はよく嘆いている。
珠瀬紅葉（たませ くれは）
声 - 七生みこと / なし
3サイズ : B91・W60・H85
定期検診とは別に拓海の検診を担当することになった医者。常に自己中心的で人の話を聞かず、他人の意向を無視して自分の目的だけを優先させる。初めて見る男性に興味津々で、検診そっちのけで研究と称して様々な行為を要求する。

## 主題歌
- オープニング「絶対☆大好き」
  - 作詞 - うるるん / 作曲・編曲 - 中村いっき / 歌 - 藤原鞠菜

## スタッフ
- シナリオ:ひらいでらく
- 原画:2-G、とらのすけ、二ノ膳
- 音楽:山下航生

## 関連作品

### アダルトアニメ
ぜったい遵守☆強制子作り許可証！！シリーズ
むらかみてるあき監督による同名のアダルトアニメ作品。
- 1枚目～みんなに中出し～
- 2枚目～ぜったい中出し～

### 小説
- 前薗はるか著・2-G画『ぜったい遵守☆強制子作り許可証!!』パラダイム

2010年9月30日刊行、ISBN 978-4-89490-977-9

## 反響
産蝶はインタビューの中で、ユーザーから「沙羅やひまりや恵那といちゃつきたい」といった意見やファンディスクを希望する意見があったことを明らかにしている。
また、本作のグラフィッカーを務めた2-Gは、インタビューの中で、「巨乳キャラクターばかりを集めたゲームを作ってほしい」という意見や、「ロリキャラだけを集めたファンディスクを作ってほしい」という意見があったことも明らかにした。

### 評価
ライターのほしざきしんやはGame-Styleに寄せたレビューの中で、「欲望に流されることなく、義務と責任と女の子について考える主人公は、登場人物の中で一番まともかもしれない」と評価した。また、ほしざきは主人公の幼馴染である凛の設定はSEX新法という舞台設定が最も生かされていると評価し、主人公のかかりつけ医・紅葉についても「本編中一貫して主人公を弄び、これは恋愛ゲームでないということを思い知らされる存在」と評した。
その一方、ほしざきは「アイキャッチ等がなく物語が飛躍したように見えることがあるため、時間経過のわかるものが欲しかった」と述べた。
おたぽるのLeonekoはAndroid版の紹介記事の中で、「男の妄想を具現化したような設定だが、各ヒロインのエンディングが用意されているので、ストーリーもそれなりに楽しめる」と評した。
同じくおたぽるの穴リスト猫は、本作のOVA版について「尺の都合上原作に比べてヒロインの人数に制約はあるものの、Hシーンはむらかみてるあきらしく、激しく濃厚な描写となっている。また、各キャラクターの設定を生かしたHシーンも楽しめた」と評価している。